# Ken Mattingly
Thomas Kenneth "Ken" Mattingly II (Chicago, 17 de março de 1936 – Arlington, 31 de outubro de 2023) foi um astronauta norte-americano que esteve três vezes no espaço durante o projeto Apollo e no programa do ônibus espacial.

## Biografia
Após cinco anos como piloto da Marinha dos Estados Unidos baseado em porta-aviões, Mattingly entrou para a NASA em 1966. Sua primeira missão no espaço seria em 1970 como piloto do Módulo de Comando da Apollo 13, porém três dias antes do lançamento ele foi substituído na missão sob suspeita de sarampo, que acabou não se confirmando. Assim, um golpe do destino impediu que ele vivesse a bordo o drama sofrido pela tripulação da Apollo 13, após a explosão do tanque de oxigênio do Módulo de Serviço da nave a caminho da Lua.
Mattingly finalmente foi ao espaço pela primeira vez em 1972 como piloto do Módulo de Comando da Apollo 16, permanecendo em órbita mapeando a área equatorial da Lua, enquanto a equipe formada por John Young e Charles Duke explorava a superfície lunar na cratera Descartes.
Depois desta missão, Mattingly passou a participar da equipe do programa de desenvolvimento do ônibus espacial. Em 1982, comandou a quarta missão do Columbia e a última da fase de testes da espaçonave, quando ela ia ao espaço apenas com comandante e co-piloto, numa missão de sete dias em órbita. Em janeiro de 1985, Mattingly foi ao espaço pela terceira e última vez, na missão STS-51-C, comandando o ônibus espacial Discovery, com uma tripulação de mais quatro pessoas, realizando a primeira missão do ônibus espacial exclusivamente para o Departamento de Defesa dos Estados Unidos.
Após estas missões, Mattingly deixou a NASA e a marinha e entrou para a iniciativa privada, ocupando altos cargos em empresas ligadas à tecnologia aeroespacial como Grumman, Lockheed e General Dynamics .
Mattingly morreu em 31 de outubro de 2023, aos 87 anos, em Arlington.